# 問題のない私たち
『問題のない私たち』（もんだいのないわたしたち）は、牛田麻希による日本のライトノベル。イラストは木村文が担当している。コバルト文庫（集英社）より2001年11月に刊行された。
『別冊マーガレット』（同）より木村文によるコミカライズが2001年6月号から2003年10月号まで刊行された。2004年2月には監督・森岡利行、主演・黒川芽以による映画が公開された。

## 漫画

### あらすじ

#### 第1部
笹岡澪はクラスを牛耳るいじめの主犯格で、潮崎マリアを施川ミズキ、松野アヤと共にいじめており、マリアのいじめは彼女が自分達に与える不快感による近親憎悪への正当防衛だと主張、「死ぬくらいの勇気があるなら、刃向っていけばいいのに」と思っていた。その時、転校生の新谷麻綺が現れる。澪は麻綺が気に入らずいじめるが、麻綺はミズキ、アヤ含むクラスメイト達と共に逆に澪をいじめ始め、クラスでの権力は麻綺に移り、完全に立場逆転してしまう。　
父親は気付いてくれるかと思いきや、再婚の準備で向き合ってくれない。そんな中、唯一手を差し伸べてくれたのは、澪が以前いじめていたマリアだった。　

#### 第2部
澪の父親が桃花と結婚、父親達は新婚旅行へ行く。その間澪が夕食を買いにコンビニへ行くと、担任の加藤先生が万引きしているのを目撃。加藤は翌日体調不良を理由に休み、自習となる。加藤はその翌日に、自習に出した問題が丸写しされているとして、澪を問いつめる。澪は否定するが、加藤は澪が言い訳するのは片親が原因だと発言、切れた澪は加藤が万引きしていた事を暴露。が、これが原因となり、澪は「キレる生徒」のレッテルを貼られてしまう。
翌日澪は加藤に呼び出され、万引きしていた事を否定して欲しいと頼まれる。しかしその様子はビデオに撮影されており、しかも加藤の良い様に編集されてしまう。澪は停学処分となる。　
澪が停学処分を終え、学校に登校すると、加藤がクラスを牛耳っていた。澪は対抗するかと思いきや、加藤に屈してしまった為、クラスメイト達の信頼をも失ってしまう。だが、納得の行かなかった澪は授業をエスケープ。ここから反撃が始まり、加藤は学校を辞める事となる。しかし澪はいじめを受けていた苦しみから加藤の気持ちが理解でき、何らかの違和感を覚える。

#### 第3部
澪達の学校に新入生が入ってくる。その中に明らかに毛色の違う山下翠を発見。翠は早速先輩に目を付けられるが、澪と麻綺が助ける。だが翠は助けてくれた2人を「偽善者」扱いする。　
だが、あるきっかけで澪と翠は仲良くなる。互いを知り合っていくが、ある時翠は切れ、澪の前でリストカットをする。それ以来澪は翠を避け始める。翠がリストカットを始めたのには過去が関係していた。それは、中学受験によるプレッシャーであった。些細なるSOSだったが、親から注意され手の甲の自傷行為は腕へと変る。その後翠は中学受験に失敗。
澪は翠を救うことを決意。「1人じゃない」と必死に励まし、翠は更生の道を歩んで行く。

### 登場人物
笹岡 澪（ささおか みお）
本作の主人公。父子家庭に育った女子高生。学校では有名な存在。クラスを牛耳るいじめの主犯格だったが、転校生のマキからいじめに合う様になり、立場が逆転する。
3年生に「先生を辞任に追い込もうとし、クラス全員いじめた」との噂を流された事がある。澪の様な人物は先輩からいじめられてもおかしくないが、この噂のせいで澪に近づいたり、刃向かおうとしたりする先輩や先生はいない。先生や先輩に臆することなく意見する程気が強い反面、友達思いで後輩の面倒見が良い一面を持つ。
新谷 麻綺（しんたに まき）
転校生で澪のクラスメイト。ストレートのロングヘアー。澪から目を付けられいじめに合うが、後に立場が逆転し、澪をいじめ、作り話や他人を出し抜いてまで徹底的にいじめる。澪同様、学校内で知らぬ者がいないほどの有名人で先輩や先生ですら恐れる存在となっている。澪にも屈しないほどの気の強さを持ち、時折照れて心無い発言をしてしまう事がある。
潮崎 マリア（しおざき まりあ）　　
澪のクラスメイトで、いじめられっ子。髪が長く、体系はぽっちゃり系。物語の開始時、澪からいじめに合っており、教科書に落書きをされている。また、制服のままプールの授業を見学、授業終了後にいじめメンバーから腕と足をつかまれ、スカートがめくれてしまう。そのままプールに投げられ制服と下着はびしょ濡れになる。だが澪がいじめに合い始めてから友達となる。頭が良い優等生で、自習の際は皆に頼られていた。
施川 ミズキ（せがわ みずき）
澪の7年来の親友でクラスメイト。
松野 アヤ（まつの あや）
澪のクラスメイト。
笹岡 桃花（ささおか ももか）
澪の父親の再婚相手（いわゆる継母）。
加藤（かとう）
澪達の1、2年生時の担任教師。澪にコンビニで万引きしているのを目撃される。澪が学校側にその事を言わない様に、停学処分まで下すが、厳しすぎて自身が退職寸前になる。だが澪の助けによって退職は免れる。
山下 翠（やました みどり）
新入生。制服改造や素行の悪さで、先輩から目を付けられる。澪達に助けられるが、「偽善者」と言い放ち拒絶する。友達を拒むのには、親から信頼されない過去とリストカットをしているのが関係していた。非常に派手な格好をしており、髪はピンク色。制服はロリータファッション風に改造している。

## 既刊一覧

### 小説
- 牛田麻希（著） / 木村文（イラスト） 『問題のない私たち』 集英社〈コバルト文庫〉、2001年12月10日第1刷発行（11月30日発売[1]）、ISBN 4-08-600049-0

### 漫画
- 牛田麻希（原作） / 木村文（作画） 『問題のない私たち』 集英社〈マーガレットコミックス〉、全3巻
  1. 2002年1月25日発売[2]、ISBN 4-08-847466-X
  2. 2002年5月24日発売[3]、ISBN 4-08-847510-0
  3. 2003年12月25日発売[4]、ISBN 4-08-847697-2

## 映画
2004年2月28日公開。監督は森岡利行、主演は黒川芽以である。

### キャスト
- 笹岡澪：黒川芽以[6]
- 新谷麻綺：沢尻エリカ[6]
- 潮崎マリア：美波[6]
- 施川瑞希：森絵梨佳[6]
- 松野綾：小松愛[6]
- 校長：浜田晃[6]
- 加藤茜先生：野波麻帆[6]
- 松下桃花：大塚寧々[6]
- 笹岡文成：勝村政信[6]

### スタッフ
- 監督・脚本：森岡利行[6]
- 原作：牛田麻希[6]、木村文[6]
- 製作：堀田昇司、及川次雄
- 企画：富田敏家
- プロデューサー：江尻健司、小林岳夫、山地曻
- 音楽：奥野敦士[6]
- 撮影：斎藤幸一[6]
- 照明：金子雅勇
- 録音：沼田和夫
- 美術：西村徹[6]
- 編集：矢船陽介
- キャスティング：杉山麻衣
- 挿入歌：黒川芽以「アルイテク･･･」
- エンディングテーマ：junior size「青いナイフ」
- 音楽協力：コナミメディアエンタテインメント
- 製作：インターヴォーグ[5]、コンセプト[5]
- 制作：フォーピース
- 配給：レジェンド・ピクチャーズ[6]

## 舞台
ストレイドッグのプロデュースにより舞台版が公演された。原作表記は漫画版になっている。

### 公演日程
“STRAYDOG”Produce「問題のない私たち」
2011年8月9日 - 14日、東京 テアトルBONBON
2012年4月6日 - 8日、東京 座・高円寺
2013年8月21日 - 25日、東京 テアトルBONBON
2014年8月2日 - 3日、大阪 HEP HALL
2014年8月8日 - 10日、東京 あうるすぽっと
OSAKA“STRAYDOG”公演 「問題のない私たち」
2014年8月2日 - 4日、大阪 HEP HALL（上記のHEP HALLでの公演とは時間帯が違う）
“STRAYDOG”Produce公演 ＝2015年夏休み特別企画＝「問題のない私たち」
2015年7月24日 - 26日、大阪 HEP HALL
2015年8月5日 - 9日、東京 シアターサンモール
“STRAYDOG”Produce公演 ＝2016年夏休み特別企画＝「問題のない私たち」
2016年8月16日 - 21日、東京 シアターグリーン BIG TREE THEATER
2016年9月2日 - 4日、大阪 HEP HALLL

### スタッフ（舞台）
- 脚本・演出：森岡利行

### 主演（舞台）
|          | 2011年                   | 2012年          | 2013年              | 2014年           | 2014年            | 2015年            | 2016年                                      |
|          | 2011年                   | 2012年          | 2013年              | OSAKA “STRAYDOG” |                   | 2015年            | 2016年                                      |
| -------- | ------------------------ | --------------- | ------------------- | ---------------- | ----------------- | ----------------- | ------------------------------------------- |
| 笹岡澪   | 森岡朋奈 秋月三佳 河村唯 | 森岡朋奈 河村唯 | 野村麻純 冨手麻妙   | 平嶋夏海         | 櫛野愛里 三輪晴香 | 梅村結衣 三輪晴香 | 日野ありす 酒井蘭 石井陽菜 月乃はる         |
| 新谷麻綺 | 大野未来 小宮有紗 酒井瞳 | 大野未来 酒井瞳 | 竹内麻美 大島なぎさ | 心愛 石神澪      | 竹田奈未 高田怜子 | 糸原美波 河内愛稀 | 円谷優希 梨木まい 浦野由衣 SERINA（セリナ） |